# 唐备
唐備（?—?），唐朝人。
生平事迹亦失考。龙纪元年（889年）進士，工於詩，風格近于濆、曹邺诸人，用语古朴，多寓譏刺。《全唐诗》录其诗三首。